# Ahlers & Vogel

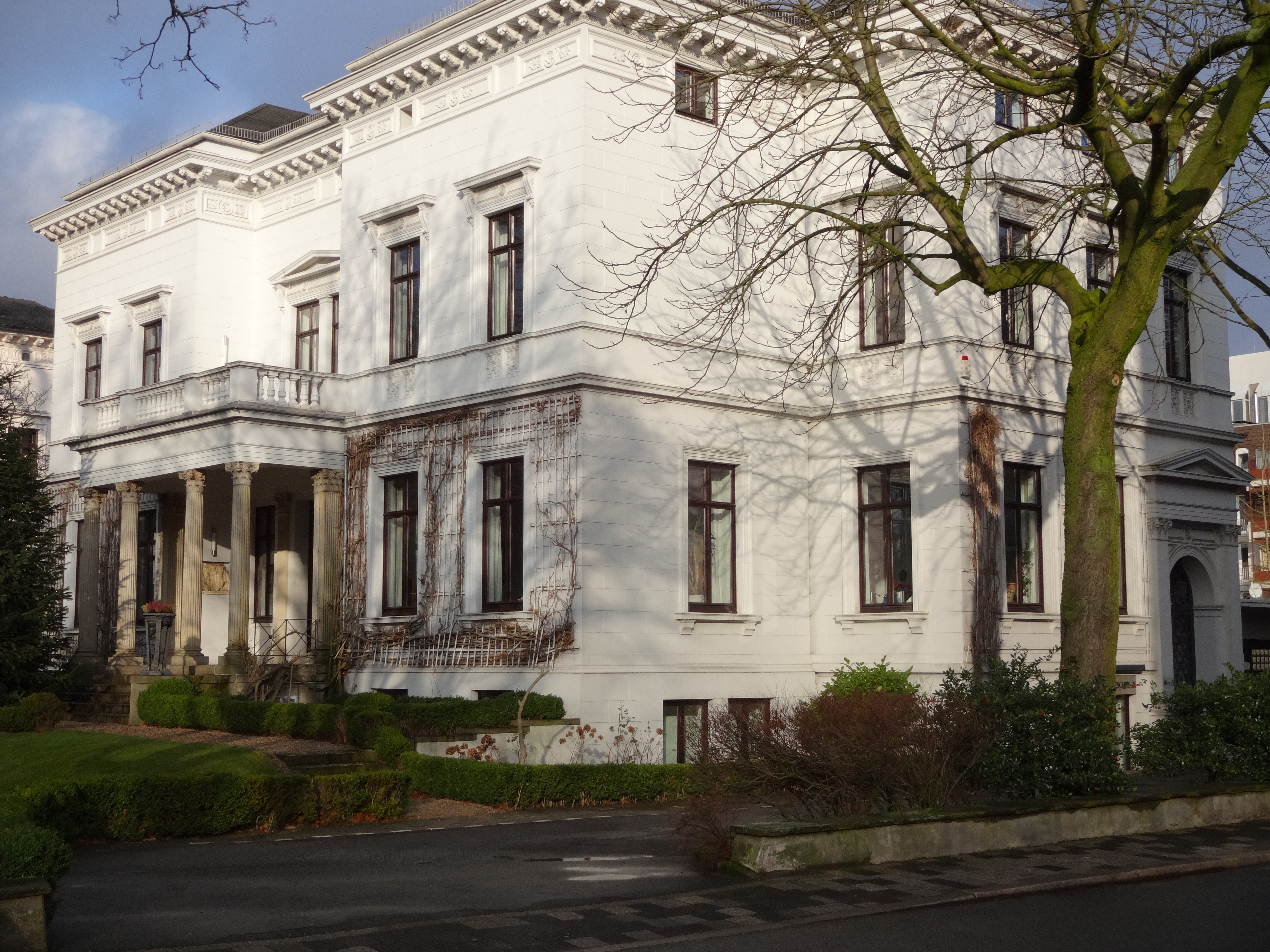
Kanzleisitz Ahlers & Vogel Contrescarpe 21

Ahlers & Vogel ist eine 1858 gegründete Rechtsanwalts- und Notarskanzlei in Bremen mit Niederlassungen in Hamburg und seit 2011 auch in Leer (Ostfriesland).

## Geschichte
Die Kanzlei wurde durch Julius Heinrich Eduard Stachow gegründet. Sie trug im Laufe der Zeit unterschiedliche Namen. Sie ist eine der ältesten deutschen Anwaltskanzleien und die älteste Kanzlei in Bremen. Zahlreiche Anwälte der Kanzlei waren politisch aktiv, so unter anderem die späteren Bremer Bürgermeister Albert Gröning, Hermann Hildebrand und Theodor Spitta sowie der spätere Bundespräsident Karl Carstens. Die Kanzlei ist traditionell auf kaufmännische Klienten, größere Institutionen und Tätigkeiten für die öffentliche Hand ausgerichtet. Seit 1993 besteht die Niederlassung in Hamburg.
Ahlers & Vogel gilt als mittelständische Kanzlei, die im Bau-, Schifffahrts-, Arbeits- und Transportrecht profiliert ist und sich auch im Bereich des Gesellschaftsrechts hervortut. Derzeit sind in der Bremer Niederlassung 30 Anwälte (und ein Of Counsel) beschäftigt, in Hamburg 15 und in Leer 2 (insgesamt 24 Partner und 27 Associates).